# پپیمنارتی
پپیمنارتی (به انگلیسی: Peppimenarti) شهرکی واقع در ایالت قلمرو شمالی در استرالیاست. این شهرک در ۲۵۰ کیلومتری (۱۵۵ مایلی) جنوب غربی داروین و ۱۳۴ کیلومتری (۸۳ مایلی) شمال شرقی وادی واقع شده است.